# Potentille du Dauphiné
Potentilla delphinensis
Espèce
Statut de conservation UICN

 VU D2 : Vulnérable
La Potentille du Dauphiné (Potentilla delphinensis) est une espèce de plantes à fleurs de la famille des Rosacées. C'est une plante vivace endémique des Alpes du Dauphiné.